# Gábor Téglás
Gábor Téglás, född 30 mars 1848 i Brassó, död 4 februari 1916 i Budapest, var en ungersk arkeolog. 
Téglás var rektor vid realskolan i Déva och ägnade ett ingående studium åt Transsylvaniens och i allmänhet det forna Dakiens arkeologi. Han upptäckte östra sträckningen av den fornromerska gränsbefästningen (limes dacicus) och ledde tillsammans med Pál Király utgrävningarna i Sarmizegethusa nära Bukova, lade i dagen dess amfiteater och undersökte de så kallade romarskansarna i Banatet.